# Ludovico Agostini
Ludovico Agostini (né à Pesaro le 6 janvier 1536 et mort à Gradara le 29 juillet 1609) est un érudit italien.

## Biographie
Pendant de nombreuses années, Ludovico Agostini a fréquenté la cour de Guidobaldo II della Rovere, en composant des versets d'amour, un Discours sur la qualité de l'amour, les dialogues moralisateurs des Giornate soriane, des versets célébrant la victoire de Lépante et la Lettre à l'Italie. Les dernières années, il s'est tourné vers la méditation religieuse en écrivant les Exclamations à Dieu, composées de 20 soliloquies en prose, et le Dialogue à L'Infini, fruit d'études bibliques et d'un voyage en Terre Sainte.